# Маслиница
Маслиница је насељено место у саставу општине Шолта, на острву Шолти, Сплитско-далматинска жупанија, Република Хрватска.

## Историја
До територијалне реорганизације у Хрватској налазила се у саставу старе општине Сплит.

## Становништво
На попису становништва 2011. године, Маслиница је имала 208 становника.
| Број становника по пописима | Број становника по пописима | Број становника по пописима | Број становника по пописима | Број становника по пописима | Број становника по пописима | Број становника по пописима | Број становника по пописима | Број становника по пописима | Број становника по пописима | Број становника по пописима | Број становника по пописима | Број становника по пописима | Број становника по пописима | Број становника по пописима | Број становника по пописима |
| --------------------------- | --------------------------- | --------------------------- | --------------------------- | --------------------------- | --------------------------- | --------------------------- | --------------------------- | --------------------------- | --------------------------- | --------------------------- | --------------------------- | --------------------------- | --------------------------- | --------------------------- | --------------------------- |
| 1857                        | 1869                        | 1880                        | 1890                        | 1900                        | 1910                        | 1921                        | 1931                        | 1948                        | 1953                        | 1961                        | 1971                        | 1981                        | 1991                        | 2001                        | 2011                        |
| 92                          | 0                           | 123                         | 157                         | 173                         | 171                         | 169                         | 199                         | 180                         | 191                         | 179                         | 147                         | 64                          | 69                          | 174                         | 208                         |

Напомена: У 1869. подаци су садржани у насељу Доње Село.

### Попис1991.
На попису становништва 1991. године, насељено место Маслиница је имало 69 становника, следећег националног састава:
| Попис 1991.‍  | Попис 1991.‍  | Попис 1991.‍ | Попис 1991.‍ | Попис 1991.‍ |
| ------------ | ------------ | ----------- | ----------- | ----------- |
|              |              |             |             |             |
| Хрвати       | Хрвати       |             | 61          | 88,40%      |
| Словенци     | Словенци     |             | 1           | 1,44%       |
| остали       | остали       |             | 1           | 1,44%       |
| неопредељени | неопредељени |             | 2           | 2,89%       |
| непознато    | непознато    |             | 4           | 5,79%       |
| укупно: 69   |              |             |             |             |

## Познате личности
- Андрија Зафрановић
- Лордан Зафрановић